# Modrá
Modrá település Csehországban, a Uherské Hradiště-i járásban. Modrá Velehrad és Jalubí településekkel határos. Lakosainak száma 716 fő (2024. január 1.).

## Népesség
A település lakosságának változását az alábbi diagram mutatja:
| Lakosok száma | 268  | 385  | 446  | 533  | 701  | 625  | 729  | 716  | 713  | 716  |
|               | 1869 | 1890 | 1921 | 1950 | 1980 | 2001 | 2017 | 2019 | 2022 | 2024 |